# ليام باين
ليام جيمس باين (بالإنجليزية: Liam James Payne) (مواليد 29 أغسطس 1993 – 16 أكتوبر 2024)، والمعروف باسمه الفني ليام باين (بالإنجليزية: Liam Payne)، وهو مغني وكاتب أغاني بريطاني، وعضو في الفرقة الإنجليزية-الأيرلندية ون دايركشن. ظهر باين لأول مرة كمغني عندما قام باختبار في المسلسل التلفزيوني البريطاني ذا إكس فاكتور في عام 2008. بعد استبعاده كمؤدي فردي، قام باختبار مرة أخري في عام 2010 وتم وضعه في مجموعة مع أربعة متسابقين آخرين لتشكيل فرقة «ون دايركشن». أصدرت المجموعة منذ ذلك الحين خمسة ألبومات، وشرعت في أربع جولات حول العالم، وفازت بالعديد من الجوائز. عمل باين مع منتجين آخرين تحت الألقاب "(بالإنجليزية: Big Payno)" و"(بالإنجليزية: Payno)" لإنشاء ريمكسات لأغاني مجموعته وشيريل.
في عام 2016، وقع باين صفقة تسجيل مع شركة ريبابليك ريكوردز في أمريكا الشمالية. وأصدر في 19 مايو 2017 أغنية «سترب ذات داون» مع الرابر وكاتب الأغاني الأمريكي كويفو كأغنية منفردة رئيسية من ألبومه الأول القادم حينها. أحتلت الأغنية المرتبة الثالثة في تصنيف المملكة المتحدة للأغاني المنفردة والمرتبة العاشرة في بيلبورد هوت 100 بالولايات المتحدة، وحصل علي شهادة بلاتين في كلا البلدين. في 6 يوليو 2017 أصدر أغنية «غيت لوو» مع الدي جي وكاتب الأغاني الروسي-الألماني زيد. وفي 20 أكتوبر 2017 أصدر أغنية «بيدرووم فلوور». وفي 5 يناير 2018 أصدر أغنية «فوور يوو» مع المغنية وكاتبة الأغاني الإنجليزية ريتا أورا كأغنية منفردة رئيسية لفيلم خمسون ظلا متحررا. وفي 20 أبريل 2018 أصدر أغنية «فاميلير» مع المغني وكاتب الأغاني الكولومبي جي بالفين. وفي 24 أغسطس 2018 أصدر أول أسطوانة مطولة له المرة الأولي. وفي 5 أكتوبر 2018 طرح أغنية «بولارويد» مع الدي جيه وكاتب الأغاني الإنجليزي جوناس بلو والمغنية الكندية لينون ستيلا. وفي 6 ديسمبر 2019 طرح أول ألبوم له إل بي 1.

## النشأة
ولد ليام باين في وولفرهامبتون، ويست مدلاندز، إنجلترا، لوالدته «كارين باين» (ممرضة حضانة)، ووالده «جيوف باين» (فني)، ولديه شقيقتان أكبر منه سنًا هما: نيكولا وروث. ولد باين قبل ثلاثة أسابيع من فترة ولادته المتوقعة، وكان يمرض كثيرًا، حتى سن الرابعة، حيث خضع باين لفحوصات منتظمة في المستشفى، حيث لاحظ الأطباء أن إحدى كليتيه كانت مصابة بخلل وظيفي. كان باين لديه 32 حقنة في ذراعه في الصباح والمساء وهو طفل للمساعدة في التغلب على الألم. كان باين يشارك كثيرًا في الألعاب الرياضية. وانضم في الأصل إلى وولفرهامبتون وبيلستون لألعاب القوى لمواصلة مسيرته في الجري. بعد الفشل في المنتخب الإنجليزي الوطني للألعاب الأولمبية الصيفية 2012 تم وضعه في قائمة الاحتياطي.
نظرا لتعرضه للتنمر من بعض الطلاب الأكبر سنًا في المدرسة الثانوية فقد تلقي دروسًا في الملاكمة في سن 12 عاما.
كان باين قد أدى أمام حشد من 26000 شخصا أثناء مباراة كرة قدم لوولفرهامبتون واندررز.

## الحياة الشخصية
في الفترة من 2010 حتى أواخر 2012، كان ليام يواعد الراقصة في برنامج إكس فاكتور دانييل بيزر. ومن 2013 إلى 2015، كان على علاقة بصديقة طفولته صوفيا سميث. في عام 2016، بدأ بمواعدة شيريل كول؛ وأنجبا طفلًا، اسمه بير، وُلد في 22 مارس 2017. وانفصلا في عام 2018. وفي أوائل عام 2019، واعد عارضة الأزياء والممثلة البريطانية ناعومي كامبل.
بدأ ليام بمواعدة العارضة مايا هنري في عام 2019، وتمت خطبتهما في أغسطس 2020. وبحلول يونيو 2021، أنهى ليام ومايا علاقتهما. عاد الثنائي لبعضهما في العام نفسه وتمت خطبتهما مجددًا. في مايو 2022، أنهى الثنائي خطوبتهما للمرة الثانية. منذ أكتوبر 2022، كان على علاقة مع المؤثرة كيت كاسيدي.
قدّرت ثروة ليام بـ47 مليون جنيه إسترليني في عام 2020. كان ليام يمتلك منازل في ماليبو وسري لكنه عرض كلاهما للبيع في أوائل عامي 2020 و2021. ومُنذ عام 2022، كان يُقيم في باكينغهامشير.
كان ليام من مشجعي فريق كرة القدم ويست بروميتش ألبيون.

## الألبومات
- 2018 - المرة الأولى
- 2015 - صنع في الصباح
- 2014 - أربعة
- 2013 - ذكريات منتصف الليل
- 2012 - خذنى إلى المنزل
- 2011 - مستيقظين طوال الليل

## الوفاة
توفي ليام في 16 أكتوبر 2024 بعد سقوطه من الطابق الثالث في أحد فنادق حي باليرمو في الأرجنتين عن عمر ناهز الحادية والثلاثين. وذكرت وسائل الإعلام الأرجنتينية أنه كان في الأرجنتين لحضور حفل زميله السابق في الفرقة نايل هوران. استُدعيت الشرطة إلى الفندق بعد تلقي بلاغ طوارئ يُفيد بوجود "شخص مضطرب يُحتمل أنه تحت تأثير المخدرات أو الكحول." لكن فارق الحياة عند وصول الطواقم الطبية.

## وصلات خارجية
- ليام باين على موقع IMDb (الإنجليزية)
- ليام باين على موقع الموسوعة البريطانية (الإنجليزية)
- ليام باين على موقع ألو سيني (الفرنسية)
- ليام باين على موقع ميوزك برينز (الإنجليزية)
- ليام باين على موقع أول موفي (الإنجليزية)
- ليام باين على موقع قاعدة بيانات الأفلام السويدية (السويدية)
- ليام باين على موقع إن إن دي بي (الإنجليزية)
- ليام باين على موقع أول ميوزيك (الإنجليزية)
- ليام باين على موقع ديسكوغز (الإنجليزية)
- ليام باين على موقع قاعدة بيانات الفيلم (الإنجليزية)